# Pengqiao
Pengqiao (kinesiska: 彭桥, 彭桥乡) är en socken i Kina. Den ligger i provinsen Henan, i den centrala delen av landet, omkring 270 kilometer söder om provinshuvudstaden Zhengzhou. Antalet invånare är 21 127. Befolkningen består av 10 329 kvinnor och 10 798 män. Barn under 15 år utgör 22,0 %, vuxna 15-64 år 68 %, och äldre över 65 år 9,0 %.
Genomsnittlig årsnederbörd är 1 148 millimeter. Den regnigaste månaden är augusti, med i genomsnitt 198 mm nederbörd, och den torraste är december, med 15 mm nederbörd.